# Sanduri érmekincs
A sanduri érmekincs egy 98 ezüst pénzérméből álló régészeti lelet, amelyet 1863-ban találtak a feröeri Sandurban. Ez a legrégebbi érmekincs, amelyet a szigeteken találtak: valószínűleg 1070 és 1080 között áshatták el. Angol, ír, dán, norvég, német és magyar érmékből áll. Nincs bizonyíték arra vonatkozóan, hogy az érmék hogy kerültek megtalálási helyükre. Nemesfémtartalmuk alapján meghatározott értékük csekély.
A lelet nem csak az érmék kora miatt érdekes, hanem eredetük miatt is, ami azt is mutatja, hogy mely országokkal kereskedtek a feröeriek a 11. században. A viking kor Feröeren körülbelül 1035-ig tartott, ezután a szigetek egyre inkább Norvégia fennhatósága alá kerültek.
Az érmék ma Hoyvíkban, a Føroya Fornminnissavnban vannak kiállítva, és a fő látványosságok közé számítanak.

## A kincs megtalálása
Az érméket teljesen véletlenül találták meg 1863-ban. Sírásók éppen egy sírt ástak a sanduri temetőben, amelynek különösen mélynek kellett lennie, mivel a pestis két áldozatát kellett eltemetni.
A lelőhely Herbst szerint az a hely volt, ahol Sandur első templomának (Feröer valaha volt második templomának) az oltára állt. Ez azonban nem felel meg Krogh kutatási eredményeinek, melyek szerint minden templom a korábbinak a helyére épült. Az újabb ásatások egy tanyaház maradványait tárták fel a templom közelében, melynek alapján a történészek azt feltételezik, hogy a templom a gazdasághoz tartozhatott. Ha ez így van, a kincs a gazda tulajdonát képezhette.
Bár nem tudni, hogy tulajdonosuk hogyan jutott az érmékhez és miért ásta el őket, feltételezhető, hogy ha elég módos gazda volt ahhoz, hogy saját kápolnát építtessen, a pénzt áruk – például gyapjú – ellenértékeként kaphatta külföldön, vagy külföldi kereskedőktől.

## Az érmék jegyzéke

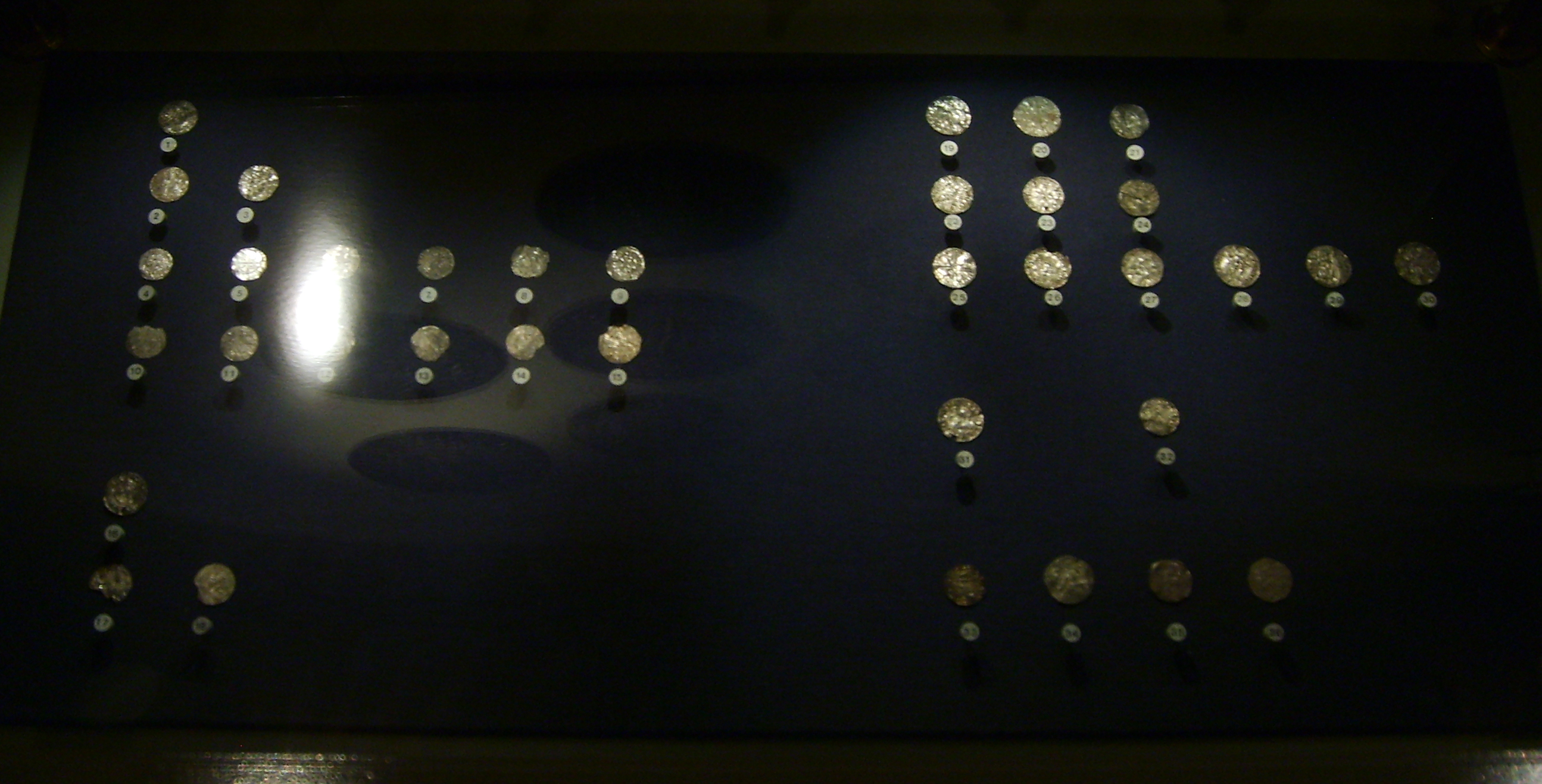
Sanduri érmekincs

- A következő 24 érme származik Angliából:
  - 3 érme II. Ethelred idejéből (978 - 1013 és 1014 - 1016)
  - 9 érme II. (Nagy) Kanut idejéből (1016 - 1035), ebből egy hamisítvány
  - 3 érme I. (Nyúllábú) Harald idejéből (1035 - 1040)
  - 8 érme Hitvalló Eduárd idejéből (1042 - 1066)
  - 1 nem azonosítható hamisítvány
- Egy érme Írországból, amely pontosan nem datálható, de vélhetően az 1050 körüli időkből származik
- 5 érme Dániából:
  - 1 érme Hardeknut idejéből (1035 - 1042)
  - 1 érme az 1050 és 1095 közötti időszakból
  - 2 hamisítvány
  - 1 további érme[2]
- 17 érme norvég eredetű:
  - 1 érme I. (Jóságos) Magnus és III. (Irgalmatlan) Harald társuralkodása idejéből (1046 - 1047)
  - 2 érme III. Harald idejéből (1047 - 1066)
  - 4 érme II. Magnus és III. (Csendes) Olaf társuralkodása idejéből (1066 - 1069)
  - 10 pontosabban nem datálható érme, vagy a fenti társuralkodás, vagy III. Olaf idejéből (1069 - 1093)
- 50 érme a Német-római Birodalomból való:
  - 1 érme II. Konrád idejéből (1024 - 1039)
  - 2 érme a braunschweigi III. Brúnó idejéből (1038 - 1057)
  - 1 érme lotaringiai Teoderik idejéből (959 - 1032)
  - 1 érme I. Eberhard augsburgi püspök idejéből (1029 - 1047), de II. Konrád neve alatt
  - 1 érme Bernold utrechti püspök idejéből (1027 - 1054)
  - 1 bizonytalan eredetű, de az előbbivel azonos típusú érme
  - 1 érme valószínűleg Breisachból
  - 1 érme Celléből
  - 1 érme Deventerből
  - 1 érme Duisburgból
  - 1 érme Goslarból
  - 1 érme Hoyából
  - 1 érme Magdeburgból
  - 1 érme Remagenből
  - 4 érme Speyerből
  - 1 érme Tielből (ma Hollandia)
  - 1 érme Würzburgból
  - 29 érme, amelyeket 1979-ig nem tudtak besorolni
- Valamint egy érme Magyarországról, Szent István idejéből (997 - 1038)[1]

## Fordítás
- Ez a szócikk részben vagy egészben a Münzfund von Sandur című német Wikipédia-szócikk ezen változatának fordításán alapul.  Az eredeti cikk szerkesztőit annak laptörténete sorolja fel. Ez a jelzés csupán a megfogalmazás eredetét és a szerzői jogokat jelzi, nem szolgál a cikkben szereplő információk forrásmegjelöléseként.

## Külső hivatkozások
- Feröeri Nemzeti Múzeum Archiválva 2005. október 24-i dátummal a Wayback Machine-ben (feröeri)